# Stadtsparkasse Grebenstein
Die Stadtsparkasse Grebenstein ist eine Sparkasse in Hessen mit Sitz in Grebenstein. Sie ist eine Anstalt des öffentlichen Rechts.

## Geschäftsgebiet und Träger
Das Geschäftsgebiet der Stadtsparkasse Grebenstein umfasst die Städte Grebenstein und Immenhausen sowie die Gemeinden Calden und Espenau im Landkreis Kassel. Es wird vollständig vom Geschäftsgebiet der Kasseler Sparkasse umschlossen. Trägerin der Stadtsparkasse Grebenstein ist die Stadt Grebenstein.

## Geschäftszahlen
Die Stadtsparkasse Grebenstein wies im Geschäftsjahr 2023 eine Bilanzsumme von 273,8 Mio. Euro aus und verfügte über Kundeneinlagen von 234,17 Mio. Euro. Gemäß der Sparkassenrangliste 2023 liegt sie nach Bilanzsumme auf Rang 353. Sie unterhält 4 Filialen/Selbstbedienungsstandorte und beschäftigt 54 Mitarbeiter.

## Sparkassen-Finanzgruppe
Die Stadtsparkasse Grebenstein ist Teil der Sparkassen-Finanzgruppe und gehört damit auch ihrem Haftungsverbund an. Er sichert den Bestand der Institute und sorgt dafür, dass sie auch im Fall der Insolvenz einzelner Sparkassen alle Verbindlichkeiten erfüllen können. Die Sparkasse vermittelt Bausparverträge der regionalen Landesbausparkasse, offene Investmentfonds der Deka und Versicherungen der SV SparkassenVersicherung. Im Bereich des Leasing arbeitet die Stadtsparkasse Grebenstein mit der  Deutschen Leasing zusammen. Die Funktion der Sparkassenzentralbank nimmt die Landesbank Hessen-Thüringen wahr.

## Stiftung
Im Jahr 1999 gründete die Bank die Stiftung der Stadtsparkasse Grebenstein. Der Zweck der Stiftung ist die Förderung von mildtätigen und kulturellen Vorhaben, der Jugend-, Behinderten- und Altenpflege, der Denkmal- und Heimatpflege sowie der Heimatkunde im Geschäftsgebiet der Sparkasse.